# Sả hung
Halcyon coromanda là một loài chim trong họ Alcedinidae.
Loài chim này phân bố từ Hàn Quốc và Nhật Bản ở phía bắc, phía nam qua Philippines đến Quần đảo Sunda, và phía tây đến Trung Quốc và Ấn Độ. Đây là loài di cư, với các quần thể chim ở phần phía bắc của dãy di cư xa về phía nam đến tận Borneo trong mùa đông.